# Qualificatórias para o Campeonato Mundial de Voleibol Feminino de 2018 - CSV
As Qualificatórias para o Campeonato Mundial de Voleibol Feminino de 2018 - CSV foi o torneio pré-mundial organizado pela  CSV  no período 13 a 15 de outubro, no qual qualificou uma seleção da América do Sul para o  Mundial do Japão de 2018.

## Fase única
- Local: Coliseo Arequipa, Peru

|     |           |     | Jogos | Jogos | Jogos | Resultados | Resultados | Resultados | Resultados | Resultados | Resultados | Sets | Sets | Sets  | Pontos | Pontos | Pontos |
| Pos | Equipe    | Pts | T     | V     | D     | 3–0        | 3–1        | 3–2        | 2–3        | 1–3        | 0–3        | V    | P    | R     | V      | P      | R      |
| --- | --------- | --- | ----- | ----- | ----- | ---------- | ---------- | ---------- | ---------- | ---------- | ---------- | ---- | ---- | ----- | ------ | ------ | ------ |
| 1   | Argentina | 9   | 3     | 3     | 0     | 2          | 1          | 0          | 0          | 0          | 0          | 9    | 1    | 9,000 | 243    | 179    | 1.358  |
| 2   | Colômbia  | 6   | 3     | 2     | 1     | 2          | 0          | 0          | 0          | 0          | 1          | 6    | 3    | 2,000 | 209    | 170    | 1.229  |
| 3   | Peru      | 3   | 3     | 1     | 2     | 1          | 0          | 0          | 0          | 1          | 1          | 4    | 6    | 0.667 | 222    | 220    | 1.009  |
| 4   | Uruguai   | 0   | 3     | 0     | 3     | 0          | 0          | 0          | 0          | 0          | 3          | 0    | 9    | 0,000 | 120    | 225    | 0.533  |

Resultados
| Data   | Hora  |              | Placar |              | Set 1 | Set 2 | Set 3 | Set 4 | Set 5 | Total | Relatório |
| ------ | ----- | ------------ | ------ | ------------ | ----- | ----- | ----- | ----- | ----- | ----- | --------- |
| 13 out | 17:00 | 'Argentina ' | 3–0    | Colômbia     | 25–21 | 25–19 | 25–19 |       |       | 75–59 | 75–59     |
| 13 out | 19:00 | 'Peru '      | 3–0    | Uruguai      | 25–14 | 25–23 | 25–15 |       |       | 75–52 | 75–52     |
| 14 out | 17:00 | Uruguai      | 0–3    | ' Argentina' | 12–25 | 14–25 | 11–25 |       |       | 37–75 | 37–75     |
| 14 out | 19:00 | Peru         | 0–3    | ' Colômbia'  | 23–25 | 21–25 | 20–25 |       |       | 64–75 | 64–75     |
| 15 out | 16:00 | 'Colômbia '  | 3–0    | Uruguai      | 25-10 | 25-10 | 25-11 |       |       | 75–0  | 75–31     |
| 15 out | 18:00 | Peru         | 1–3    | ' Argentina' | 22-25 | 20-25 | 25-18 | 15-25 |       | 82–0  | 82–93     |

## Classificação final
| Rank | Team      |
| ---- | --------- |
| 1    | Argentina |
| 2    | Colômbia  |
| 3    | Peru      |
| 4    | Uruguai   |

## Prêmios individuais
| MVP (Most Valuable Player) | A definir |  |
| Oposta                     | A definir |  |
| 1ª Ponteira                | A definir |  |
| 2ª Ponteira                | A definir |  |
| 1ª Central                 | A definir |  |
| 2ª Central                 | A definir |  |
| Líbero                     | A definir |  |
| Levantadora                | A definir |  |